# Chlemoútsi
Le château de Clermont ou Chlemoútsi (grec moderne : Χλεμούτσι), parfois appelé le château Tournois (Καστέλ Τορνέζε), est une forteresse construite en Élide vers 1223 par Geoffroy I d'Achaïe ou son fils. Il s'agit du plus important château de la principauté d'Achaïe.
Il s'agit du plus important château de la principauté d'Achaïe, dans le Péloponnèse. Il perdit cependant son importance stratégique quand il passa sous contrôle de Byzance (1427), puis sous le contrôle la conquête de la principauté par les Byzantins. Abandonné sous la domination ottomane, il joua à nouveau un rôle pendant la révolution grecque, au cours de laquelle il fut assiégé par Ibrahim Pacha.

## Nom
Le nom français de Clairmont ou Clermont a très probablement donné naissance à la forme grecque de Chlomoutsi (ou Chloumoutsi), devenue plus récemment Chlemoutsi, bien que diverses théories aient été proposées quant à l'origine du nom, avec des suggestions de racines grecques, albanaises ou slaves antérieures à la forteresse franque. À partir du XVe siècle, les sources italiennes l'ont appelé Castel Tornese, nom qui apparaît dans la version italienne de la Chronique de Morée. Selon l'explication la plus vraisemblable, il a pu y avoir confusion avec le siège de l'hôtel des monnaies de la Principauté à Clarentza qui, jusqu'au milieu du XIVe siècle, frappait des pièces en argent tornese (la livre tournois),.

## Situation et fonction

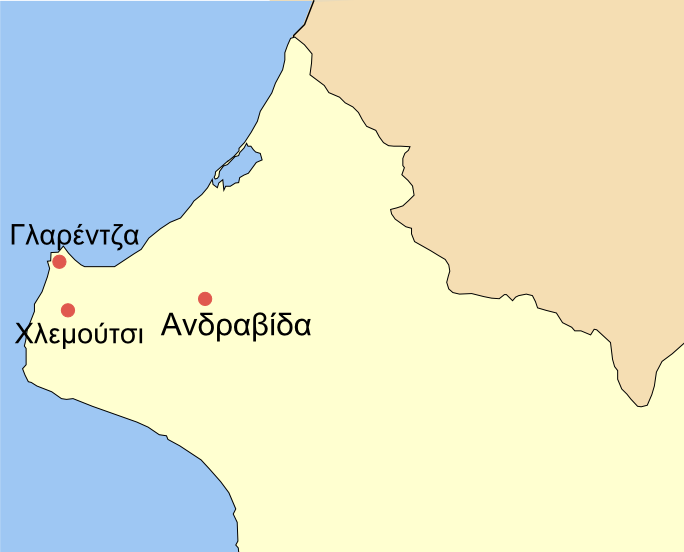
Chlemoutsi (Χλεμούτσι) avec au nord, Clarentza (Γλαρέντζα) et à l'est, Andravida (Ανδραβίδα).

Bâti entre 1220 et 1223, le château se trouve aujourd'hui dans la localité de Kástro-Kyllíni, sur un des rares points élevés de la région, et il surplombe à 228 m la mer et la plaine d'Élide. Il est tourné vers la mer Ionienne et l'île de Zante,. Sa position en surplomb permettait de surveiller la mer Ionienne à l'ouest, ainsi que le passage vers l'intérieur du Péloponnèse, ce qui en fit la forteresse la plus importante du royaume franc.
Geoffroi II de Villehardouin élève le château également dans le but de protéger le port voisin de Clarenza (aujourd'hui Kyllini), situé au nord, ainsi que la ville d'Andravida à l'est (qui est alors la capitale de la partie nord-ouest de la principauté).
En 1429, les Byzantins prennent la forteresse, sous la conduite de Constantin XI Paléologue qui s'en servira comme base pour lancer son attaque contre Patras. En 1460, elle passe aux mains des Ottomans. Elle perd alors son importance, tout en restant en activité jusqu'à la guerre d'indépendance grecque.

## Architecture
Parmi les nombreux châteaux bâtis par les Francs dans le Péloponnèse aux XIIIe et XIVe siècles, Chlemoutsi est le plus important, le plus imposant et le plus remarquable. Sa construction est beaucoup plus soignée que celle des édifices contemporains du même type. En outre, il est particulièrement bien conservé.
La forteresse est composée de deux grandes parties. Une première enceinte en forme d'hexagone irrégulier constitue le réduit, qui mesure environ 90 mètres (est-ouest) sur 60 mètres (nord-sud). Cet hexagone est constitué d'une série de bâtiments réunis autour d'un cour centrale de 61 mètres sur 31 mètres. La deuxième partie, à l'ouest, consiste en une seconde enceinte, elle-même bordée de bâtiments qui s'appuient sur elle.
Les bâtiments du réduit sont les plus intéressants. Ils sont constitués par une enfilade de vastes salles voûtées. L'ensemble se présente sur deux étages: un rez-de-chaussée et un étage noble, larges en moyenne de sept mètres pour une hauteur totale de neuf à dix mètres. L'étage noble était couvert d'une voûte ovoïde dont la hauteur atteignait sans doute un peu plus de 6,60 m. On trouve dans cet ensemble une chapelle donnant sur la cour, éclairée par des baies géminées; une grande salle de plus de trente mètres de long, ainsi qu'une salle secondaire; des cuisines; deux appartements, dont un disposant d'une salle et de deux chambres; un logement pour les soldats,.
Cet ensemble du château à proprement parler est entouré par une enceinte polygonale, sauf sur le côté est où la pente est plus marquée. Ce mur est couronné par un chemin de ronde protégé par un parapet crénelé. À l'intérieur de la cour se trouvent différents bâtiments qui ne se laissent pas facilement identifier, à l'exception de celui qui a servi de mosquée : on y retrouve la niche du mihrab, et un escalier à vis qui marque la place du minaret.
Des dispositifs élaborés amenaient l'eau des toits vers d'immenses citernes situées sous les planchers.

## Galerie

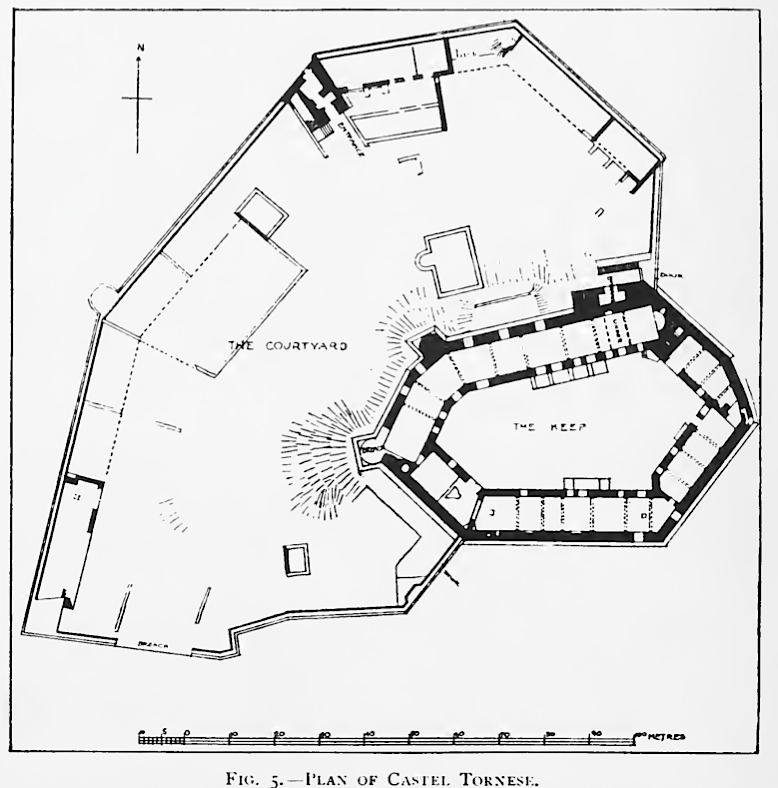
Plan. À droite, le réduit.
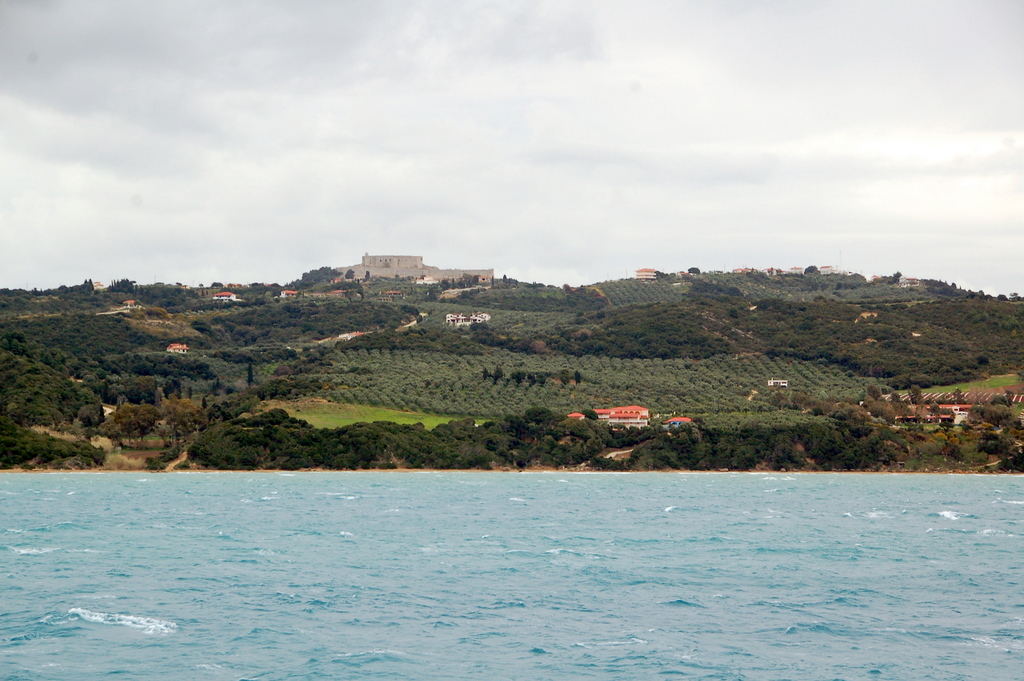
La citadelle vue de la mer.
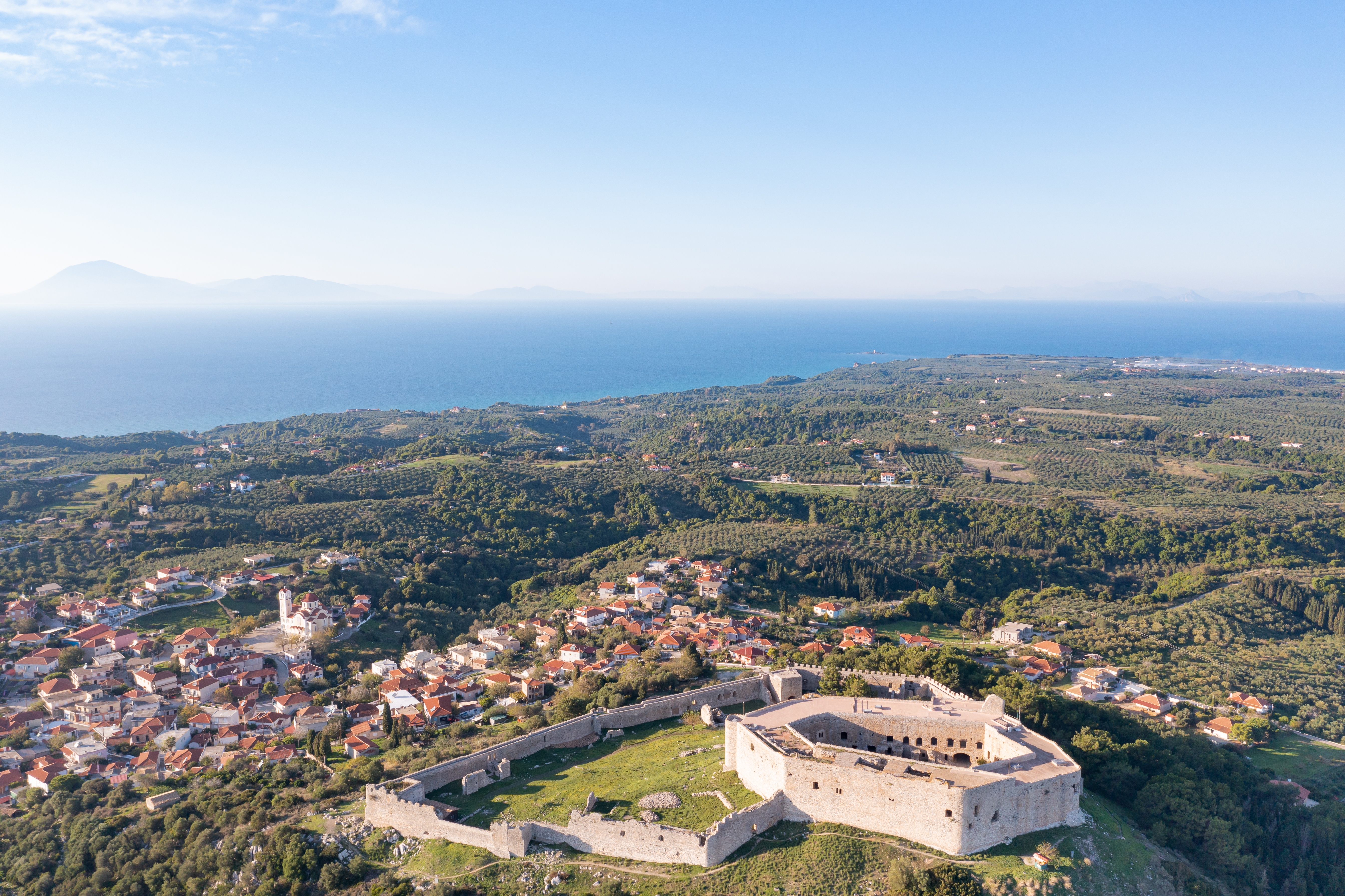
Vue aérienne. Les murs extérieurs, et sur la droite, le réduit.
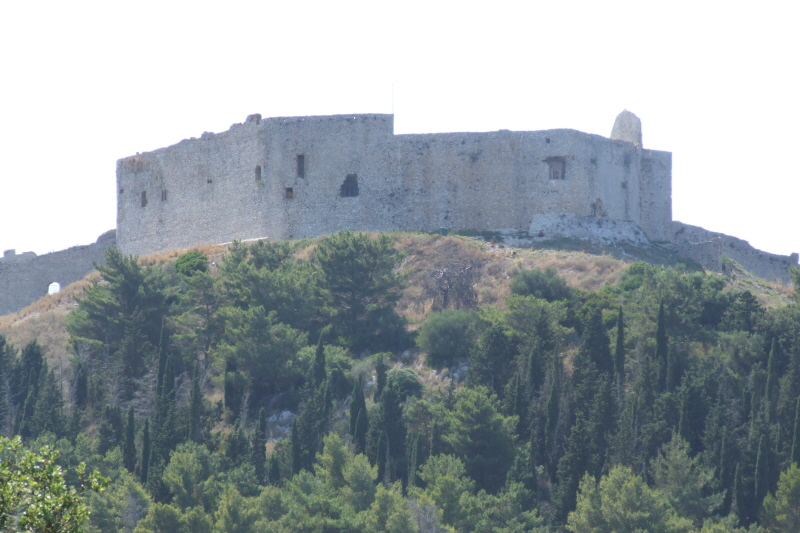
La colline et la citadelle.
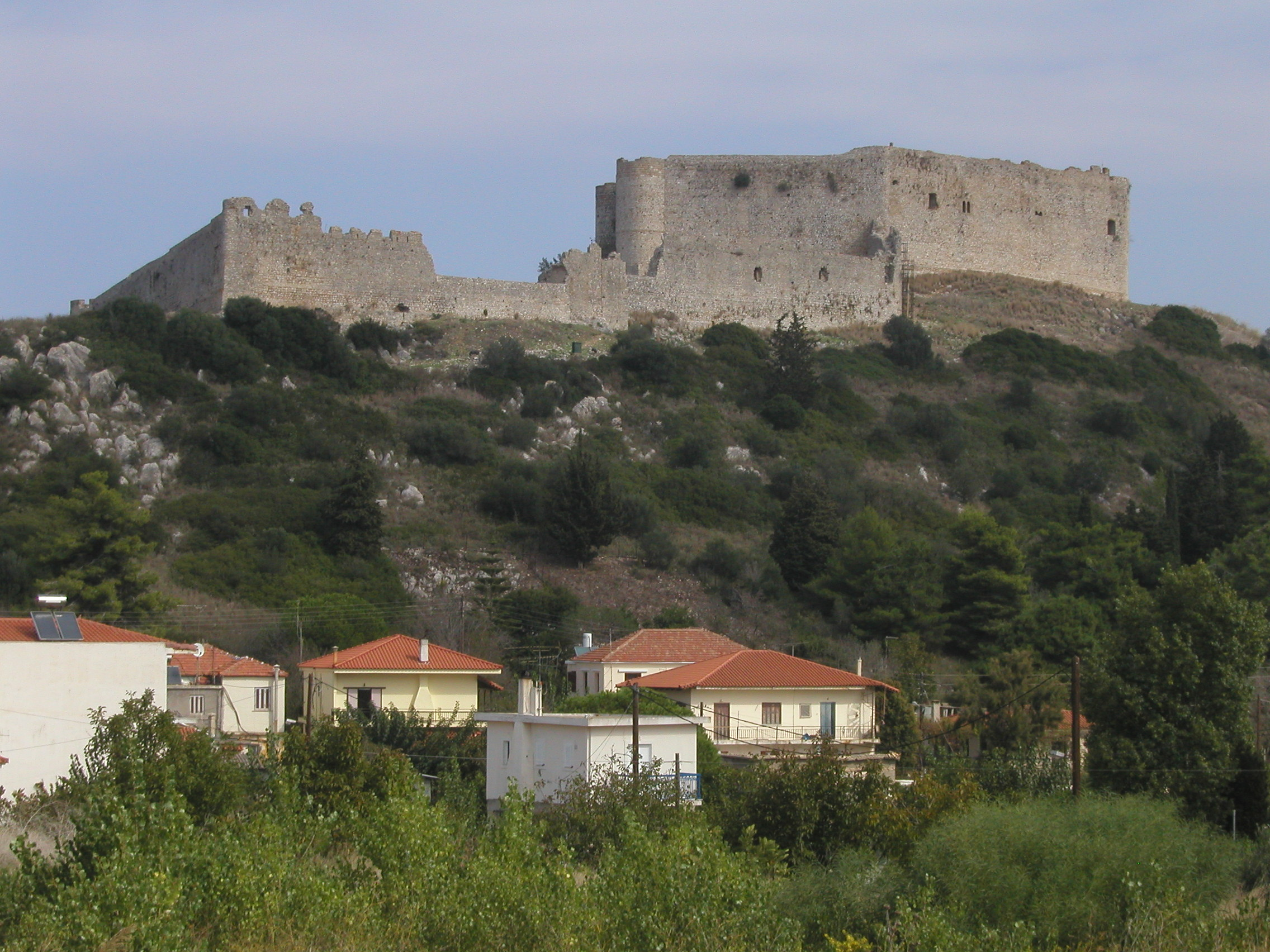
Vue du sud, avec la portion de la muraille détruite par Ibrahim Pasha en 1825.
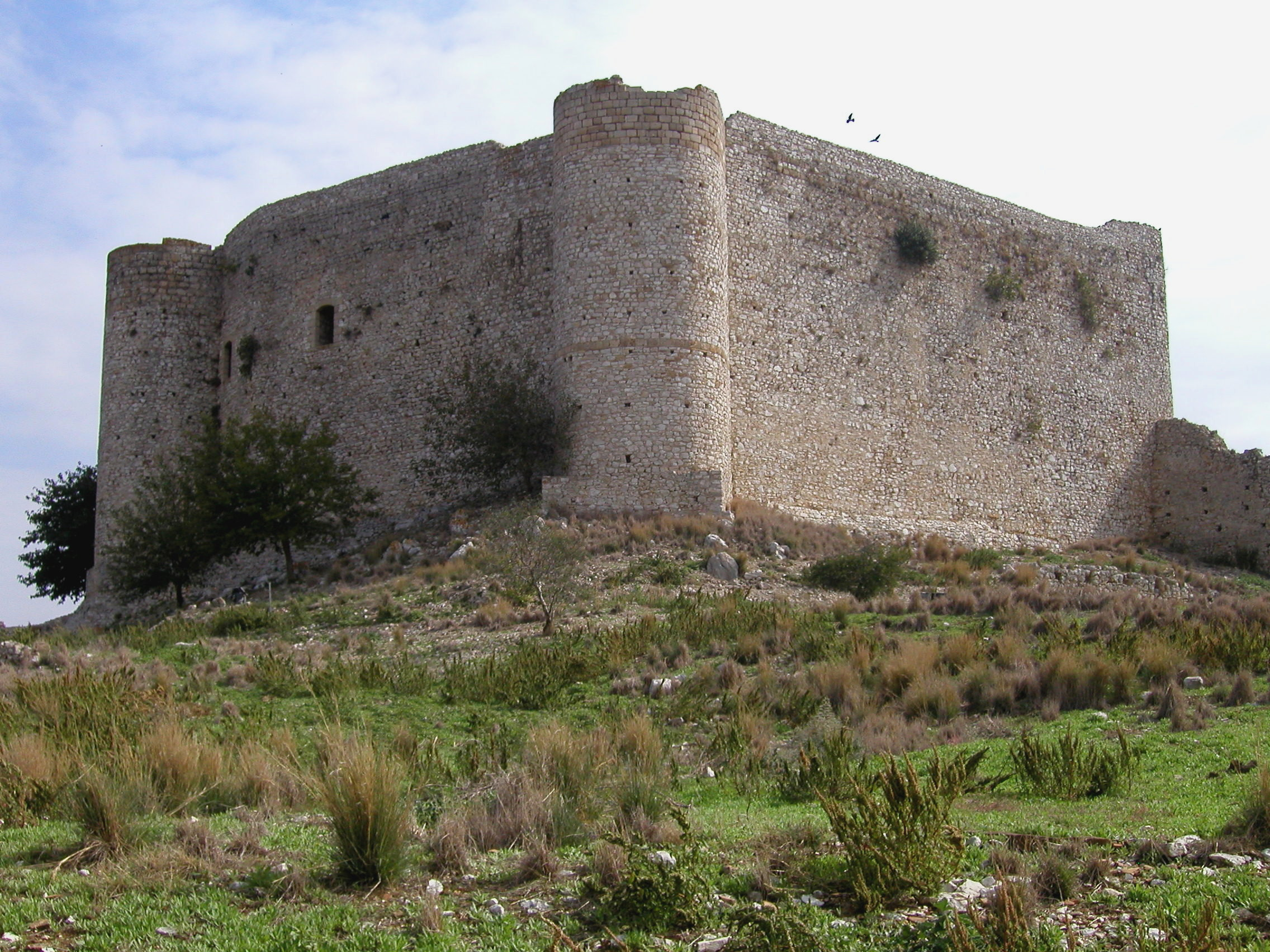
Vue du réduit depuis le Sud.
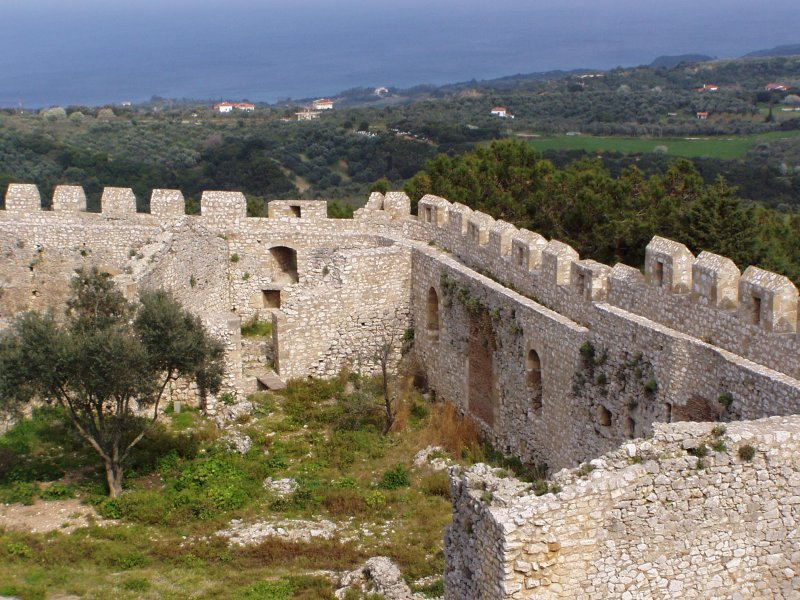
Remparts.
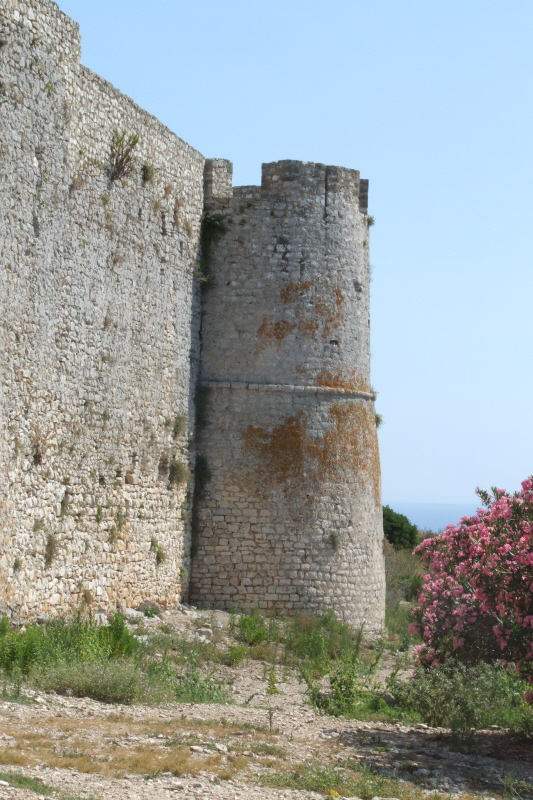
Tour de défense.
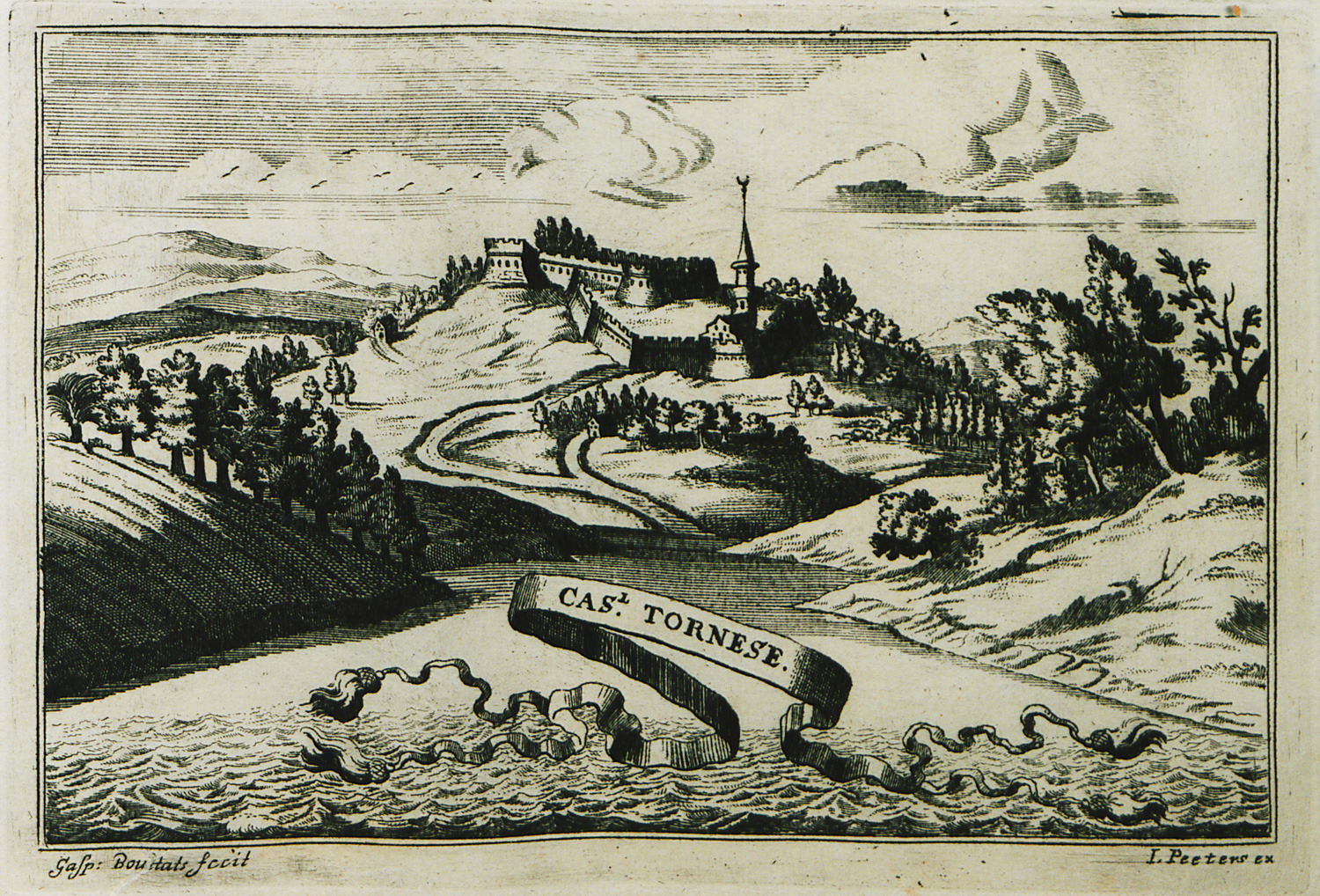
La citadelle en 1690.
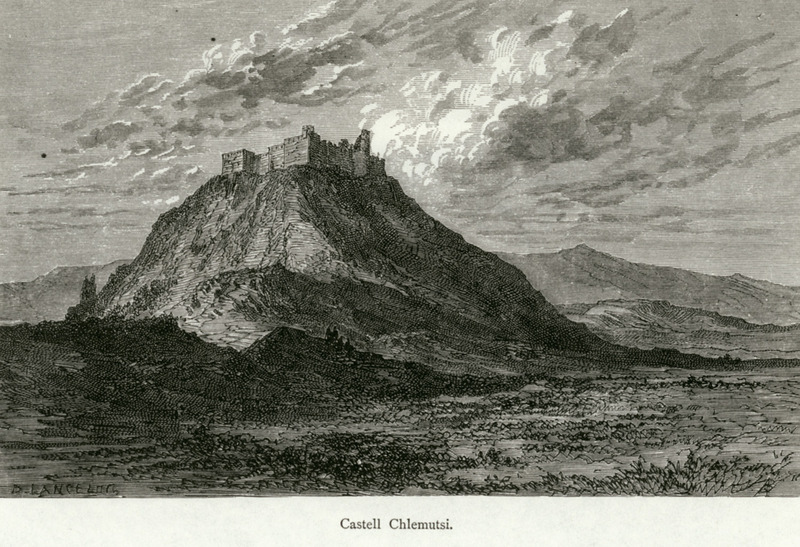
Le château en 1887.